# Rognan
Rognan is een plaats in de Noorse gemeente Saltdal, provincie Nordland in het noorden van Noorwegen.
Rognan telt 2498 inwoners (2007) en heeft een oppervlakte van 2,82 km². In het dorp  is een poolcirkelcentrum en een station aan Nordlandsbanen.

## Externe links

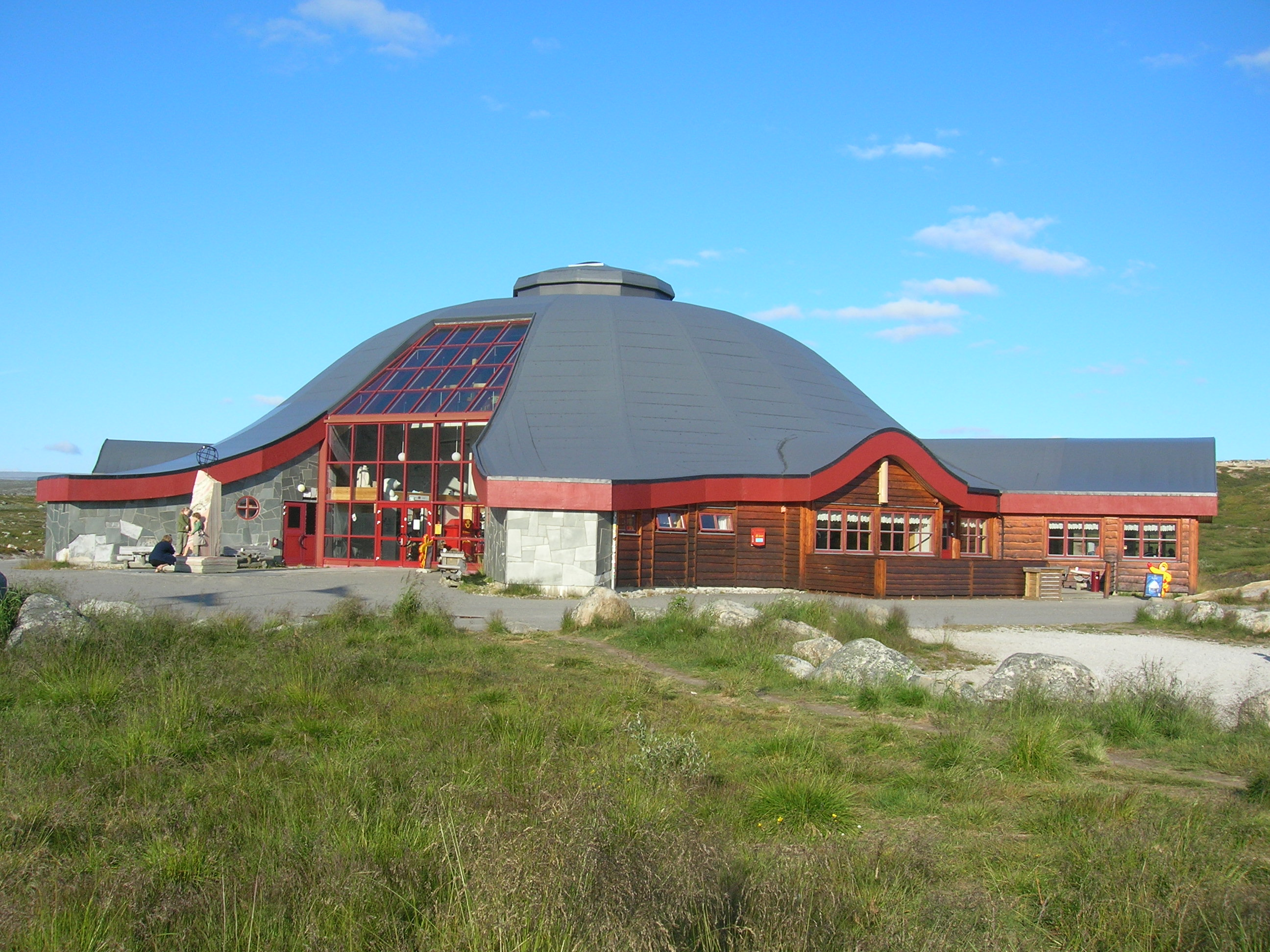
Poolcirkelcentrum